# Татаринцев, Борис Исакович
Бори́с Иса́кович Тата́ринцев (1939, Петропавловск — январь 2011) — советский и российский лингвист, доктор филологических наук, профессор, заслуженный деятель науки Тувинской АССР, лауреат государственной премии Республики Тыва в области науки и техники.

## Биография
Родился в г. Петропавловске Северо-Казахстанской области Казахской ССР в семье служащих.
Среднюю школу окончил в Новосибирске. С 1958 по 1963 год учился на историко-филологическом факультете Новосибирского педагогического института. Окончив институт, преподавал русский язык и литературу в школах Новосибирской области.
В 1964 году поступил в очную аспирантуру Института истории, филологии и философии СО АН СССР (г. Новосибирск) по специальности «Тюркские языки». В 1968 году защитил кандидатскую диссертацию на тему «Влияние лексики русского и монгольского языков на развитие лексической системы современного тувинского литературного языка».
В 1968 г. начал работать в ТНИИЯЛИ (ныне ТИГПИ) и проработал до 2011 года (более 40 лет). С 1968 по 1975 год был старшим научным сотрудником, с 1975 по 1978 год — заведующим сектором словарей, с 1979 по 1996 год — главным научным сотрудником, с 1996 по 2011 год — главным научным сотрудником сектора языка и письменности. Одновременно являлся профессором кафедры ТывГУ, принимал участие в подготовке научных кадров в качестве руководителя аспирантов по специальности «Тюркские языки».
В 1989 году в Москве в Институте языкознания была защищена докторская диссертация по монографии «Смысловые связи и отношения слов в тувинском языке» (М, 1987).

## Научная деятельность
Б. И. Татаринцев был крупным специалистом в области тюркологии, членом диссертационных советов по защитам на соискание ученой степени доктора филологических наук г. Новосибирска,членом Специализированного Совета по защите диссертаций при Институте Филологии СО РАН, Ученого совета ТИГИ, Терминологической комиссии Республики Тыва, играл ведущую роль в научной работе тувинских языковедов, также в формировании кадров по тувинской филологии, читал лекции по лексикологии в Новосибирском государственном университете, вел курсы по истории тувинского языка и по алтаистике в Тувинском государственном университете, редактировал многочисленные издания, среди которых научные монографии «Формирование и развитие тувинского национального литературного языка» Ш. Ч. Сата (Кызыл, 1973), «Тувинско-русский фразеологический словарь» Я. Ш. Хертека (Кызыл, 1975), «Хакасско-русский историко-этнографический словарь» В. Я. Бутанаева (1999). Под его руководством защитились преподаватели ТывГУ Е. М. Куулар, Н. Д. Сувандии и ведущий научный сотрудник ТИГПИ — О. М. Саая. За время работы Туве Б. И. Татаринцев внес существенный вклад в развитие филологической науки в республике. Работы отличаются богатством и полнотой привлекаемых материалов, основательностью и глубиной суждений, простотой и четкостью изложения. Благодаря Б. И. Татаринцеву лексикология становится одной из наиболее развитых областей тувинского языкознания. Он — автор более 150 научных работ. Главным трудом его жизни, результатом многолетней кропотливой работы явился «Этимологический словарь тувинского языка» (ЭСТЯ) — единственный в своем роде среди тюркских языков Сибири, высоко оцененный учеными-специалистами как определённая веха в развитии не только тувинского языкознания, но и всей российской тюркологии.

## Основные работы
- «Русские лексические заимствования в современном тувинском языке» (Кызыл, 1974)
- «Монгольское языковое влияние на тувинскую лексику» (Кызыл, 1976)
- «Смысловые связи и отношения слов в тувинском языке» (Москва, 1987)
- «Тувинское горловое пение» (Кызыл, 1998)
- «Русско-тувинский словарь общественно-политических терминов» (Кызыл, 1979)
- «Инструкция по сбору материалов для составления толкового словаря тувинского языка»

Редактор
- «Русско-тувинский словарь» (Москва, 1980)
- «Тувинско-монгольско-русский разговорник» Е. Б. Салзынмы, Г. Б. Санчаа, Ю. Л. Аранчына (Кызыл, 1972)
- «Тувинский язык и литература в послеоктябрьский период» (Кызыл, 1977)
- «Тувинская письменность, язык и литература» (Кызыл, 1980)
- «Вопросы тувинской филологии» (Кызыл, 1983)
- «Русский язык в Туве» (Кызыл, 1985)
- «Исследования по тувинской филологии» (Кызыл, 1986)
- «Вопросы тувинского языкознания» (Кызыл, 1993)
- Ученые записки ТИГПИ начиная с XVIII выпуска

Рецензии на
- книгу В. И. Рассадина «Фонетика и лексика тофаларского языка» («Советская тюркология», 1973, № 1)
- коллективную монографию "Сравнительно-историческая грамматика тюркских языков. Фонетика. («Вопросы языкознания», 1987, № 2)
- книгу А. М. Щербака «Очерки по сравнительной морфологии тюркских языков» («Вопросы языкознания», 1991, № 3)
- "Русско-тувинский фразеологический словарь Я. Ш. Хертека (Кызыл, 1985)
- «Тувинские героические сказания» С. М. Орус-оола (Новосибирск, 1997)

## Награды и звания
- медаль «За доблестный труд» (1999)
- заслуженный деятель науки Тувинской АССР
- лауреат премии Председателя Правительства РТ в области науки и техники